# Paolo Giubellino
Paolo Giubellino (Torino, 9 novembre 1960) è un fisico italiano.
Specializzato nella fisica delle particelle, lavora nel campo delle collisioni nucleari di alta energia. Attualmente egli ricopre il ruolo di Scientific Managing Director di FAIR GmbH (Facility for Antiproton and Ion Research) e del GSI (Gesellschaft für Schwerionenforschung GmbH).. L'acceleratore, che sarà costruito al GSI, è uno dei più grandi progetti di ricerca a livello mondiale..
Fino al 31 Dicembre 2016 Giubellino è stato lo Spokesperson di ALICE, una collaborazione internazionale costituita da oltre 1500 persone di 163 istituti scientifici sparsi in 40 diversi paesi.
Sin dalla nascita dell'esperimento ALICE nei primi anni novanta, egli ha ricoperto ruoli di responsabilità, fino alla sua elezione a Deputy Spokesperson (vice portavoce) dal 2004 al 2010 e a Spokesperson dal 1º gennaio 2011. Il 17 luglio 2013, ha ottenuto un secondo mandato come Spokesperson della collaborazione.
Giubellino ha dedicato la maggior parte della sua attività scientifica allo studio della fisica delle collisioni tra ioni pesanti ad alta energia, nelle quali viene generato il cosiddetto plasma di quark e gluoni, uno stato di materia ad altissime densità e temperatura, analogo a quello presente nei primi microsecondi dopo la nascita del nostro universo. Ha partecipato a numerosi progetti, inizialmente al CERN SPS e poi, sin dal suo inizio, al Large Hadron Collider.

## La vita e la formazione
Paolo Giubellino si è laureato in Fisica all'Università di Torino nel 1983, con 110/110 lode e menzione onorevole.
È stato vincitore di una borsa di studio Fulbright per l'anno accademico 1984/85, trascorso presso l'Università della California, Santa Cruz.
Nel dicembre 2000 ha ricevuto il titolo di Doctor in Physics and Mathematics (abilitazione, titolo successivo al PhD) dal Dubna Academic Council (Russia).

## Premi
- 2000, “Profesor Invitado” dell'Istituto de Ciencias y Tecnologias della University of La Havana, Cuba
- 2010, Medal of the Division of Particles and Fields dalla Mexican Physical Society[7][8]
- 2012, Visitante Distinguido della città di Puebla,[9] Messico
- 2012, commendatore per meriti scientifici dal Presidente italiano Giorgio Napolitano[10]
- 2013, Honorable Mention del Ministry of Education, Science, Research and Sport della Repubblica Slovacca
- 2013, Premio Enrico Fermi dalla Società Italiana di Fisica.[11][12]
- 2014, Lise Meitner Prize dalla European Physical Society insieme alla Prof. Johanna Stachel (Physikalisches Institut der Universität Heidelberg, Germania), al Prof. Peter Braun-Munzinger (GSI, Germania) e il Dr. Jürgen Schukraft (CERN).[13]
- 2016, Membro della Academia Europaea[14]
- 2016, Doctor Honoris Causa dalla Suranaree University of Technology, Thailand. Il titolo onorario e stato consegnato da Sua Altezza Reale la Principessa Maha Chakri Sirindhorn a Sra Pathum Palace, Bangkok[15]
- 2016, Doctor Honoris Causa dalla National Academy of Sciences of Ukraine, Kiev, Ukraine[16]
- 2019, Membro Corrispondente della Accademia delle Scienze di Torino
- 2024, Membro Corrispondente della Accademia dei Lincei

## Carriera scientifica

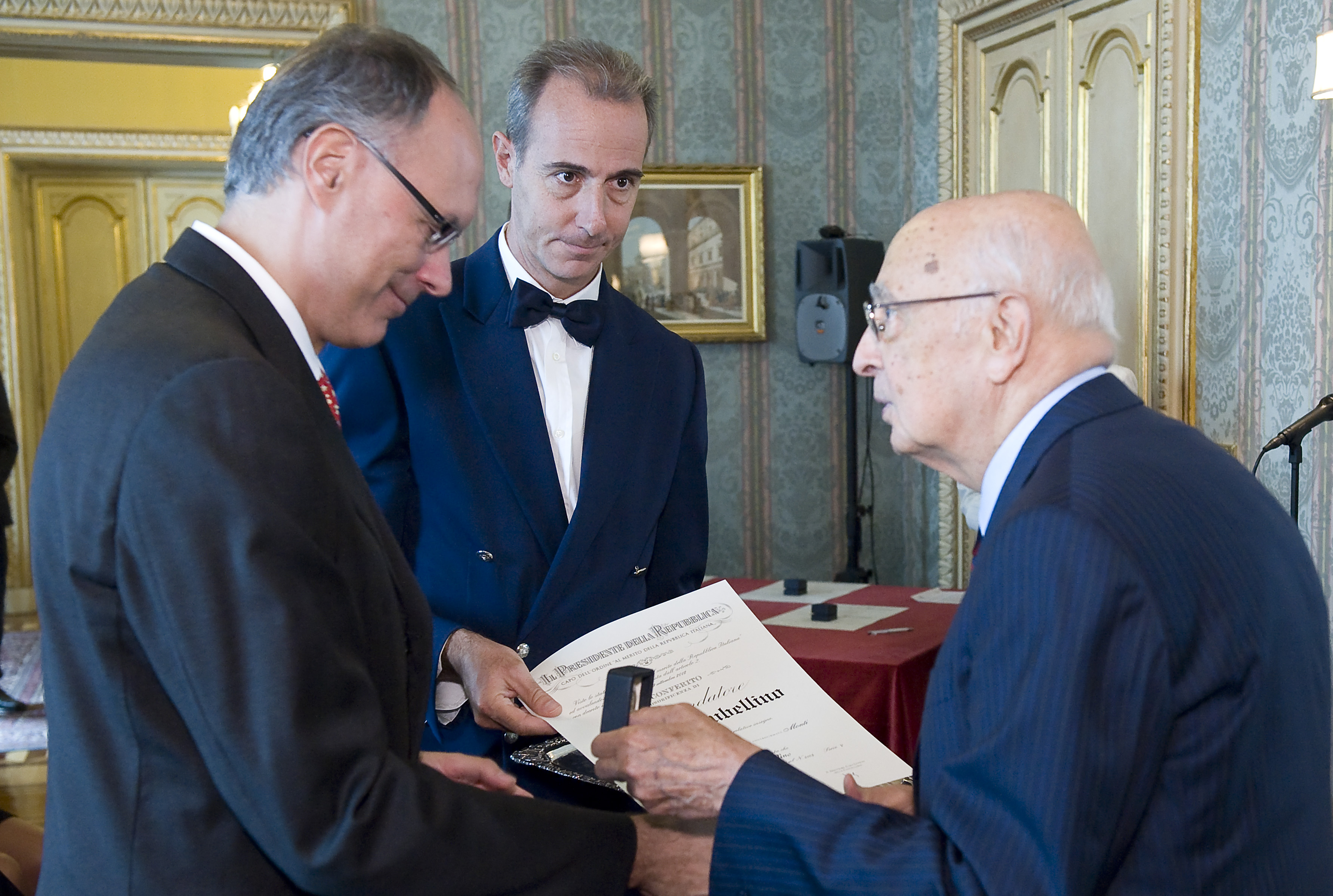
Paolo Giubellino riceve dal presidente italiano Napolitano del titolo di commendatore per meriti scientifici.

Giubellino ha dapprima lavorato in HELIOS,, poi in NA50, nell'esperimento ALICE e infine al GSI e al FAIR.
Dal 1985 lavora presso la sede di Torino dell'Istituto Nazionale di Fisica Nucleare (INFN). Dal 2006 dirigente di ricerca INFN. Giubellino è stato responsabile di diversi programmi scientifici INFN e di programmi NATO, INTAS e UE. Dal 1990 al 1996 è stato coordinatore del Gruppo II (una delle cinque sezioni in cui si divide la ricerca finanziata dall'INFN) della sede INFN di Torino. Dal 1995 al 2000 e dal 2007, è stato responsabile del gruppo di Torino nel progetto riguardante il sistema di tracciamento interno di ALICE.
Giubellino ha partecipato a diversi esperimenti del programma ioni pesanti del CERN. È stato responsabile del design, la costruzione e la messa a punto del rivelatore SCI-PAD per l'esperimento NA34/1 e dei silicon detectors per l'esperimento NA34/2.
Nel 1988 è entrato nella collaborazione NA50, in cui ha avuto la responsabilità del design, la costruzione e la messa a punto dei silicon multiplicity detectors (MD).
Per tutta la durata della sua carriera, Giubellino ha collaborato a diversi progetti di Ricerca e Sviluppo per lo sviluppo di silicon detectors e radiation tolerant electronics.
È stato uno dei fondatori dell'esperimento ALICE, nel 1990, e da allora vi ha dedicato gran parte delle proprie energie.
È stato, infatti, coinvolto in ALICE sin dai primi studi di fattibilità, per poi portare avanti numerosi ruoli di responsabilità e gestione: è stato Project Leader per l'Inner Tracking System, Chair del Conference Committee, Upgrade Coordinator e, per sei anni, Deputy Spokesperson (luglio 2000 - settembre 2002 e agosto 2006 - dicembre 2010); è stato eletto Spokesperson della ALICE Collaboration per la prima volta nel marzo 2010 e rieletto nel luglio 2013. Durante questo periodo ha diretto la ALICE Collaboration nella preparazione di un progetto Upgrade (di potenziamento) dell'esperimento, da realizzarsi tra il 2018 e il 2025. Il progetto di potenziamento, che coinvolgerà 163 Istituti da 40 Paesi diversi, è stato approvato dalla Large Hadron Collider Committee nel settembre 2012.

## Incarichi di gestione e valutazione scientifica
Paolo Giubellino fa parte di comitati scientifici in Francia, Germania, Russia, Stati Uniti, Messico, Spagna, Repubblica Ceca, Corea del Sud e Sudafrica ed è attualmente Chair del G-PAC nel GSI, il più grande laboratorio di fisica nucleare in Germania, e membro del Conseil Scientifique dell'IN2P3 (National Institute of Nuclear and Particle Physics), Francia. Ha partecipato attivamente a collaborazioni internazionali, promuovendo programmi finanziati dall'Unione Europea e accordi bilaterali.
- Membro, da Gennaio 2017, della EMMI Steering Committee dell'Extreme Matter Institute (EMMI),[11] Darmstadt, Germania
- Chair, 2004-2011, CDF Scrutiny Committee, incaricato di valutare i costi operativi dell'esperimento CDF a Fermilab, USA. In quanto tale, è anche parte del CDF International Finance Committee.
- Membro, 2003-2010, Conseil Scientifique del SUBATECH Laboratory, Nantes, Francia.
- Membro nel 2006 del quadriennale CNRS/IN2P3 Evaluation Committee del SUBATECH Laboratory, Nantes.
- Per la Agence d'Evaluation de la Recherche (AERES) del Governo Francese: membro nel 2008 dell'Evaluation Committee dell'IPN Laboratory di Orsay, membro nel 2008 dell'Evaluation Committee dell'LPSC Laboratory di Grenoble, presidente nel 2010 dell'Evaluation Committee del Subatech Laboratory a Nantes.
- Membro dal 2010 dello Scientific Council dell'IN2P3 (National Institute of Nuclear and Particle Physics) di Francia.
- Per il GSI Laboratory in Germania: membro del General Physics Advisory Committee (G-PAC) aprile 2007- Marzo 2010, Chair del G-PAC da marzo 2010 e, come tale, membro del Laboratory Scientific Council.
- Membro da gennaio 2008 a dicembre 2010 degli SPS e PS experiments Committee (SPSC) al CERN.
- Membro da agosto 2009 dell'EMMI Program Advisory Committee dell'Extreme Matter Institute (EMMI),[20] Darmstadt, Germania
- Membro del gruppo "Phases of Nuclear Matter" per il 2004 NUPECC (Nuclear Physics European Collaboration Committee) Long Range Plan.[21]
- Convener del gruppo “Phases of nuclear matter” per il 2010 NUPECC Long Range Plan.[22]
- Membro da agosto 2000 dell'Instrumentation Panel dell'ICFA, e quindi membro dell'International Advisory Committee delle ICFA instrumentation schools.[23]
- Chair dello Scientific Advisory Committee di HELEN[24] project (2005/2009), the largest among the ALFA programs of scientific cooperation between Europe and Latin America.
- Coordinator Work package 1 del progetto EPLANET] di cooperazione scientifica tra Europa e America Latina (sui 4 milioni di euro, programma EU quadriennale), membro dello Scientific Advisory Committee dell'EPLANET.

Paolo Giubellino è anche membro dell'International Advisory Committee di numerose conferenze internazionali, fra cui la International Conference on High-Energy Physics, ICHEP, e tutte le massime conferenze nel campo della fisica nucleare delle alte energie (Quark Matter, Hard Probes, Strange Quark Matter, ICPAQGP). È stato referee per molte delle maggiori riviste internazionali di fisica, tra cui Physical Review Letters, Physical Review, Nuclear Physics, Physics Letters e Nuclear Instruments and Methods.
Infine, è stato referee per la selezione e valutazione di progetti per INTAS, diversi European Programs, il Ministero Italiano dell'Educazione e la Ricerca, il Ministero Russo dell'Educazione, il Governo della Repubblica Ceca, il Ministero dell'Economia e Innovazione in Spagna, la National Research Foundation della Corea del Sud e la National Research Foundation del Sudafrica.

## Lezioni su invito e attività di divulgazione
Spesso invitato a fare presentazioni pubbliche sulla fisica sperimentale delle particelle all'LHC, Paolo Giubellino ha tenuto circa 50 "talks" in conferenze internazionali e altrettanti seminari e "colloquia" su invito, riguardanti i risultati del suo lavoro scientifico, fra cui il talk plenario di chiusura alla Quark Matter Conference del 2002 e il talk plenario sulla fisica degli ioni pesanti alla 25th International Nuclear Physics Conference (INPC 2013) nel giugno 2013. Nel maggio 2015, ha tenuto un talk sul lavoro fatto in ALICE alla prima Conferenza Italiana Studenti di Fisica.

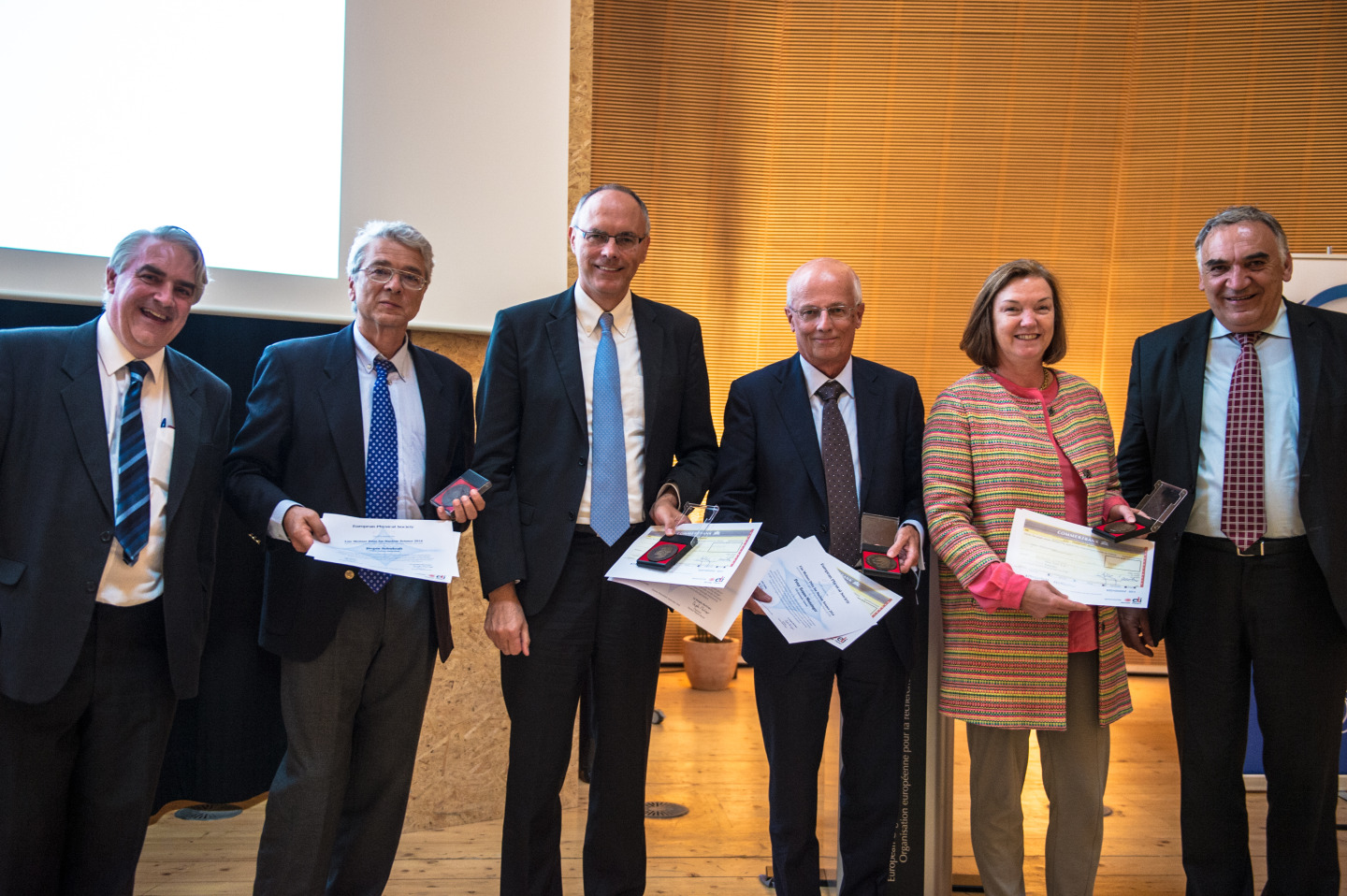
Paolo Giubellino: assegnazione del Premio Lise Meitner 2014, con Douglas MacGregor, Jürgen Schukraft, Peter Braun-Munzinger Johanna Stachel e Victor Zamfir

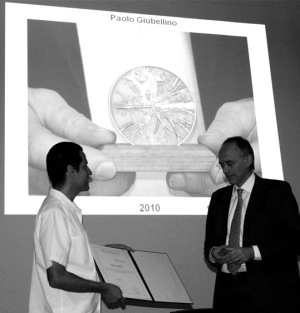
Paolo Giubellino, assegnazione della Medal of the Division of Particle and Fields dalla Mexican Physical Society

Giubellino si è dedicato alla promozione della collaborazione tra gli istituti di Europa e America Latina. I suoi sforzi hanno portato il Messico ad entrare nella collaborazione ALICE, in particolare nella riuscita costruzione del detector V0 e nel rivelatore di raggi cosmici. Come riconoscimento dei suoi sforzi in questa direzione, è stato il primo Europeo ad essere premiato con la medaglia della Mexican Physical Society.
Giubellino ha tenuto corsi in diverse scuole internazionali, tra cui la instrumentation schools dell'ICFA e la scuola internazionale "Enrico Fermi".
- [32]